# Marc-Étienne de Beauvau-Craon
Pour les articles homonymes, voir Famille de Beauvau, Beauvau-Craon et Beauvau.
Marc-Étienne-Gabriel de Beauvau-Craon, 3e prince de Beauvau et du Saint-Empire, est un aristocrate et un homme politique français né le 22 septembre 1773  à Paris , où il est mort le 28 janvier 1849.

## Biographie
Marc-Étienne de Beauvau-Craon  est le fils de Ferdinand-Jérôme de Beauvau-Craon (1723 - 1790), prince de Craon, marquis de Haroué, colonel en second du régiment des Gardes-Lorraine (26 février 1746), brigadier (3 février 1758), maréchal de camp et inspecteur de la cavalerie, chevalier de Malte, et de Louise Desmier d'Archiac, fille du général Étienne-Louis Desmier d'Archiac et petite-fille de Jean-Henri d'Anthès. 
Réticent à l'égard de Bonaparte, Il se rallie à Napoléon Ier qui lui offre pour cela, la restitution des biens confisqués sur le 5ème duc d'Harcourt, grand-père de son épouse, émigré .  
Napoléon le nomme chambellan en 1809, lui octroie le titre de comte de l'empire le 21 novembre 1810. Durant les Cent-jours, le 2 juin 1815, Il est encore élevé à la pairie.  
La princesse de Beauvau, née de Mortemart, était dame du palais de l'Impératrice Marie-Louise.
La Restauration française éloigne le prince de Beauvau de la vie politique : il ne retrouve son siège à la Chambre des pairs que sous la monarchie de Juillet, le 19 novembre 1831 et s'y fait peu remarquer.
Il était grand d'Espagne de première classe , prince du Saint-Empire et officier de la Légion d'honneur.

## Mariage et descendance
Il épouse en 1792 Nathalie-Henriette-Victurnienne de Rochechouart Mortemart (1774 - 1854), dame du palais de l'Impératrice Marie-Louise (1809 - 1814), fille de Victurnien-Jean-Baptiste Marie de Rochechouart (1752 - 1812), 9e duc de Mortemart, pair de France (Ancien Régime), député de la noblesse des bailliages de Guéret et de Sens aux États généraux de 1789, et d'Anne Catherine Gabrielle d'Harcourt, sa première épouse. 
Elle hérite de sa famille maternelle le château d'Harcourt, à Thury-Harcourt, que ses enfants vendront après sa mort, à leur cousin, Eugène, 8e duc d'Harcourt et son épouse.
Ensemble, ils ont :
- François-Victurnien-Charles-Just, 4e princes de Beauvau et du Saint-Empire (1793 - 1864), sénateur du Second Empire, officier de la Légion d'honneur (1858), marié deux fois, dont postérité ;
- Edmond-Henry-Étienne-Victurnien de Beauvau (1795 - 1861), prince de Craon, capitaine de hussards, chevalier de la Légion d'honneur, marié, le 5 mai 1825, avec Ugoline de Baschi du Cayla (? - 1885), fille de Zoé Talon, dont :
  - Marie-Joseph-Louis de Beauvau-Craon, sans alliance (1826 - 1868) ;
  - Isabelle de Beauvau-Craon, sans alliance (1827 - 1901) ;
- Marie-Nathalie-Irène-Victurnienne de Beauvau-Craon 1798 - 1852), mariée le 5 février 1820 avec Auguste Le Lièvre de La Grange (1780 - 1826), colonel de cavalerie, dont postérité ;
- Henriette-Gabrielle-Appoline de Beauvau-Craon (1804 - 1869), mariée en février 1824 avec le vicomte Denys-Omer Talon (1783 - 1853 ; fils d'Antoine-Omer et frère de Zoé Talon), Pair de France, dont postérité.

## Armoiries
| Figure | Blasonnement |
|        | Armes des princes de Beauvau-Craon et du Saint-Empire D'argent à quatre lionceaux de gueules cartonnés, armés, lampassés et couronnés d'or. Couronne : de prince.    |
|        | Armes du comte de Beauvau et de l'Empire D'argent cantonné de quatre lions rampants de gueules; franc-quartier de comte officier de la \|maison de S. M. l'Empereur. |